# Monterey Sports Car Championships 2001
Navigation
Édition précédente Édition suivante
Le Monterey Sports Car Championships 2001 (officiellement appelé le 2001 Monterey Sports Car Championships presented by Mazda), disputé sur le 9 septembre 2001 sur le Mazda Raceway Laguna Seca est la neuvième manche de l'American Le Mans Series 2001.

## Course
Voici le classement provisoire au terme de la course.
- Les vainqueurs de chaque catégorie sont signalés par un fond jauni.
- Pour la colonne Pneus, il faut passer le curseur au-dessus du modèle pour connaître le manufacturier de pneumatiques.

| Pos.   | Classe | N° | Écurie                                | Pilotes                             | Châssis                           | Pneus | Tours |
| Pos.   | Classe | N° | Écurie                                | Pilotes                             | Moteur                            | Pneus | Tours |
| ------ | ------ | -- | ------------------------------------- | ----------------------------------- | --------------------------------- | ----- | ----- |
| 1      | LMP900 | 2  | Audi Sport North America              | Frank Biela Emanuele Pirro          | Audi R8                           | M     | 120   |
| 1      | LMP900 | 2  | Audi Sport North America              | Frank Biela Emanuele Pirro          | Audi 3.6L Turbo V8                | M     | 120   |
| 2      | LMP900 | 38 | Champion Racing                       | Andy Wallace Johnny Herbert         | Audi R8                           | M     | 120   |
| 2      | LMP900 | 38 | Champion Racing                       | Andy Wallace Johnny Herbert         | Audi 3.6L Turbo V8                | M     | 120   |
| 3      | LMP900 | 18 | Johansson Motorsport Arena Motorsport | Stefan Johansson Patrick Lemarié    | Audi R8                           | M     | 119   |
| 3      | LMP900 | 18 | Johansson Motorsport Arena Motorsport | Stefan Johansson Patrick Lemarié    | Audi 3.6L Turbo V8                | M     | 119   |
| 4      | LMP900 | 8  | Team Cadillac                         | Wayne Taylor Max Angelelli          | Cadillac Northstar LMP01 (en)     | M     | 117   |
| 4      | LMP900 | 8  | Team Cadillac                         | Wayne Taylor Max Angelelli          | Cadillac Northstart 4.0L Turbo V8 | M     | 117   |
| 5      | LMP900 | 7  | Team Cadillac                         | Emmanuel Collard Christophe Tinseau | Cadillac Northstar LMP01 (en)     | M     | 116   |
| 5      | LMP900 | 7  | Team Cadillac                         | Emmanuel Collard Christophe Tinseau | Cadillac Northstart 4.0L Turbo V8 | M     | 116   |
| 6      | GTS    | 26 | Konrad Team Saleen                    | Terry Borcheller Franz Konrad       | Saleen S7-R                       | G     | 112   |
| 6      | GTS    | 26 | Konrad Team Saleen                    | Terry Borcheller Franz Konrad       | Ford 7.0L V8                      | G     | 112   |
| 7      | GTS    | 3  | Corvette Racing                       | Ron Fellows Johnny O'Connell        | Chevrolet Corvette C5-R           | G     | 111   |
| 7      | GTS    | 3  | Corvette Racing                       | Ron Fellows Johnny O'Connell        | Chevrolet 7.0L V8                 | G     | 111   |
| 8      | GTS    | 4  | Corvette Racing                       | Andy Pilgrim Kelly Collins          | Chevrolet Corvette C5-R           | G     | 111   |
| 8      | GTS    | 4  | Corvette Racing                       | Andy Pilgrim Kelly Collins          | Chevrolet 7.0L V8                 | G     | 111   |
| 9      | GT     | 42 | BMW Motorsport Schnitzer Motorsport   | Jörg Müller JJ Lehto                | BMW M3 GTR                        | M     | 110   |
| 9      | GT     | 42 | BMW Motorsport Schnitzer Motorsport   | Jörg Müller JJ Lehto                | BMW 4.0L V8                       | M     | 110   |
| 10     | GT     | 43 | BMW Motorsport Schnitzer Motorsport   | Dirk Müller Fredrik Ekblom          | BMW M3 GTR                        | M     | 110   |
| 10     | GT     | 43 | BMW Motorsport Schnitzer Motorsport   | Dirk Müller Fredrik Ekblom          | BMW 3.2L I6                       | M     | 110   |
| 11     | GT     | 23 | Alex Job Racing                       | Lucas Luhr Sascha Maassen           | Porsche 911 GT3 RS                | M     | 110   |
| 11     | GT     | 23 | Alex Job Racing                       | Lucas Luhr Sascha Maassen           | Porsche 3.6L Flat-6               | M     | 110   |
| 12     | GT     | 10 | Prototype Technology Group            | Boris Said Bill Auberlen            | BMW M3 GTR                        | Y     | 109   |
| 12     | GT     | 10 | Prototype Technology Group            | Boris Said Bill Auberlen            | BMW 4.0L V8                       | Y     | 109   |
| 13     | GT     | 30 | Petersen Motorsports                  | Johnny Mowlem Timo Bernhard         | Porsche 911 GT3 R                 | M     | 109   |
| 13     | GT     | 30 | Petersen Motorsports                  | Johnny Mowlem Timo Bernhard         | Porsche 3.6L Flat-6               | M     | 109   |
| 14     | GT     | 22 | Alex Job Racing                       | Randy Pobst (en) Christian Menzel   | Porsche 911 GT3 RS                | M     | 108   |
| 14     | GT     | 22 | Alex Job Racing                       | Randy Pobst (en) Christian Menzel   | Porsche 3.6L Flat-6               | M     | 108   |
| 15     | GT     | 66 | The Racer's Group                     | Kevin Buckler (en) Tyler McQuarre   | Porsche 911 GT3 RS                | Y     | 105   |
| 15     | GT     | 66 | The Racer's Group                     | Kevin Buckler (en) Tyler McQuarre   | Porsche 3.6L Flat-6               | Y     | 105   |
| 16     | GT     | 67 | The Racer's Group                     | Robert Orcutt Tony Colicchio        | Porsche 911 GT3 R                 | Y     | 103   |
| 16     | GT     | 67 | The Racer's Group                     | Robert Orcutt Tony Colicchio        | Porsche 3.6L Flat-6               | Y     | 103   |
| 17     | GT     | 69 | Kyser Racing                          | Kye Wankum Joe Foster               | Porsche 911 GT3 R                 | D     | 102   |
| 17     | GT     | 69 | Kyser Racing                          | Kye Wankum Joe Foster               | Porsche 3.6L Flat-6               | D     | 102   |
| 18     | GTS    | 44 | American Viperacing                   | Tom Weickardt Mike Silcox           | Dodge Viper GTS-R                 | D     | 100   |
| 18     | GTS    | 44 | American Viperacing                   | Tom Weickardt Mike Silcox           | Dodge 8.0L V10                    | D     | 100   |
| 19     | GT     | 15 | Dick Barbour Racing                   | Mark Neuhaus Randy Wars             | Porsche 911 GT3 R                 | D     | 99    |
| 19     | GT     | 15 | Dick Barbour Racing                   | Mark Neuhaus Randy Wars             | Porsche 3.6L Flat-6               | D     | 99    |
| 20 DNF | GTS    | 45 | American Viperacing                   | Shane Lewis Darren Law              | Dodge Viper GTS-R                 | D     | 83    |
| 20 DNF | GTS    | 45 | American Viperacing                   | Shane Lewis Darren Law              | Dodge 8.0L V10                    | D     | 83    |
| 21 DNF | LMP900 | 51 | Panoz Motor Sports                    | Klaus Graf Franck Lagorce           | Panoz LMP-1 Roadster-S            | M     | 78    |
| 21 DNF | LMP900 | 51 | Panoz Motor Sports                    | Klaus Graf Franck Lagorce           | Élan 6L8 6.0L V8                  | M     | 78    |
| 22 DNF | LMP900 | 37 | Intersport Racing (en)                | John Field Rick Sutherland          | Lola B2K/10                       | G     | 74    |
| 22 DNF | LMP900 | 37 | Intersport Racing (en)                | John Field Rick Sutherland          | Judd GV4 4.0L V10                 | G     | 74    |
| 23 DNF | GT     | 6  | Prototype Technology Group            | Niclas Jönsson Hans-Joachim Stuck   | BMW M3 GTR                        | Y     | 74    |
| 23 DNF | GT     | 6  | Prototype Technology Group            | Niclas Jönsson Hans-Joachim Stuck   | BMW 4.0L V8                       | Y     | 74    |
| 24 DNF | LMP900 | 1  | Audi Sport North America              | Rinaldo Capello Tom Kristensen      | Audi R8                           | M     | 58    |
| 24 DNF | LMP900 | 1  | Audi Sport North America              | Rinaldo Capello Tom Kristensen      | Audi 3.6L Turbo V8                | M     | 58    |
| 25 DNF | LMP900 | 50 | Panoz Motor Sports                    | Jan Magnussen David Brabham         | Panoz LMP-1 Roadster-S            | M     | 57    |
| 25 DNF | LMP900 | 50 | Panoz Motor Sports                    | Jan Magnussen David Brabham         | Élan 6L8 6.0L V8                  | M     | 57    |
| 26     | LMP675 | 5  | Dick Barbour Racing                   | Milka Duno Didier de Radigues       | Reynard 01Q                       | G     | 48    |
| 26     | LMP675 | 5  | Dick Barbour Racing                   | Milka Duno Didier de Radigues       | Judd GV675 3.4L V8                | G     | 48    |
| 27 DNF | LMP675 | 57 | Dick Barbour Racing                   | John Graham Scott Maxwell           | Reynard 01Q                       | G     | 41    |
| 27 DNF | LMP675 | 57 | Dick Barbour Racing                   | John Graham Scott Maxwell           | Judd GV675 3.4L V8                | G     | 41    |
| 28 DNF | GT     | 52 | Seikel Motorsport                     | Tony Burgess Andrew Bagnall (en)    | Porsche 911 GT3 RS                | Y     | 40    |
| 28 DNF | GT     | 52 | Seikel Motorsport                     | Tony Burgess Andrew Bagnall (en)    | Porsche 3.6L Flat-6               | Y     | 40    |
| 29 DNF | LMP675 | 11 | Roock-KnightHawk Racing               | Steven Knight Claudia Hürtgen       | Lola B2K/40                       | A     | 20    |
| 29 DNF | LMP675 | 11 | Roock-KnightHawk Racing               | Steven Knight Claudia Hürtgen       | Nissan (AER) VQL 3.4L V6          | A     | 20    |

## Statistiques
- Pole Position - #1 Audi Sport North America - 1:15.238
- Record du tour - #1 Audi Sport North America - 1:17.011
- Distance - 432.205 km
- Vitesse moyenne - 156.843 km/h